# هرمان هوفر
هرمان هوفر (انگلیسی: Hermann Höfer; ۱۹ ژوئیهٔ ۱۹۳۴ – ۲۲ اکتبر ۱۹۹۶) بازیکن فوتبال اهل آلمان بود.
از باشگاه‌هایی که در آن بازی کرده‌است می‌توان به باشگاه فوتبال آینتراخت فرانکفورت اشاره کرد.